# Saxifraga biflora
Saxifraga biflora är en stenbräckeväxtart. Saxifraga biflora ingår i Bräckesläktet som ingår i familjen stenbräckeväxter.

## Underarter
Arten delas in i följande underarter:
- S. b. biflora
- S. b. epirotica

## Bildgalleri

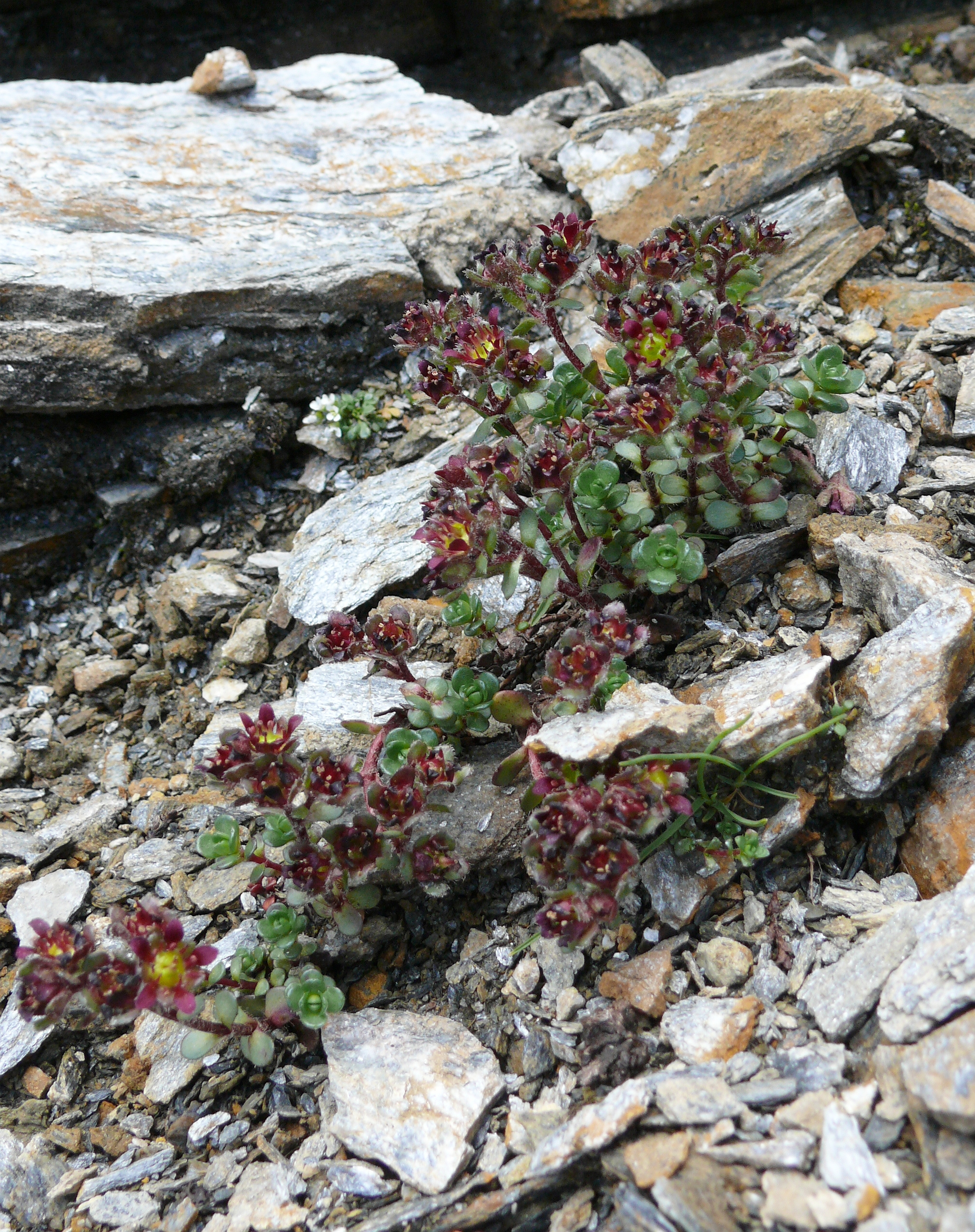
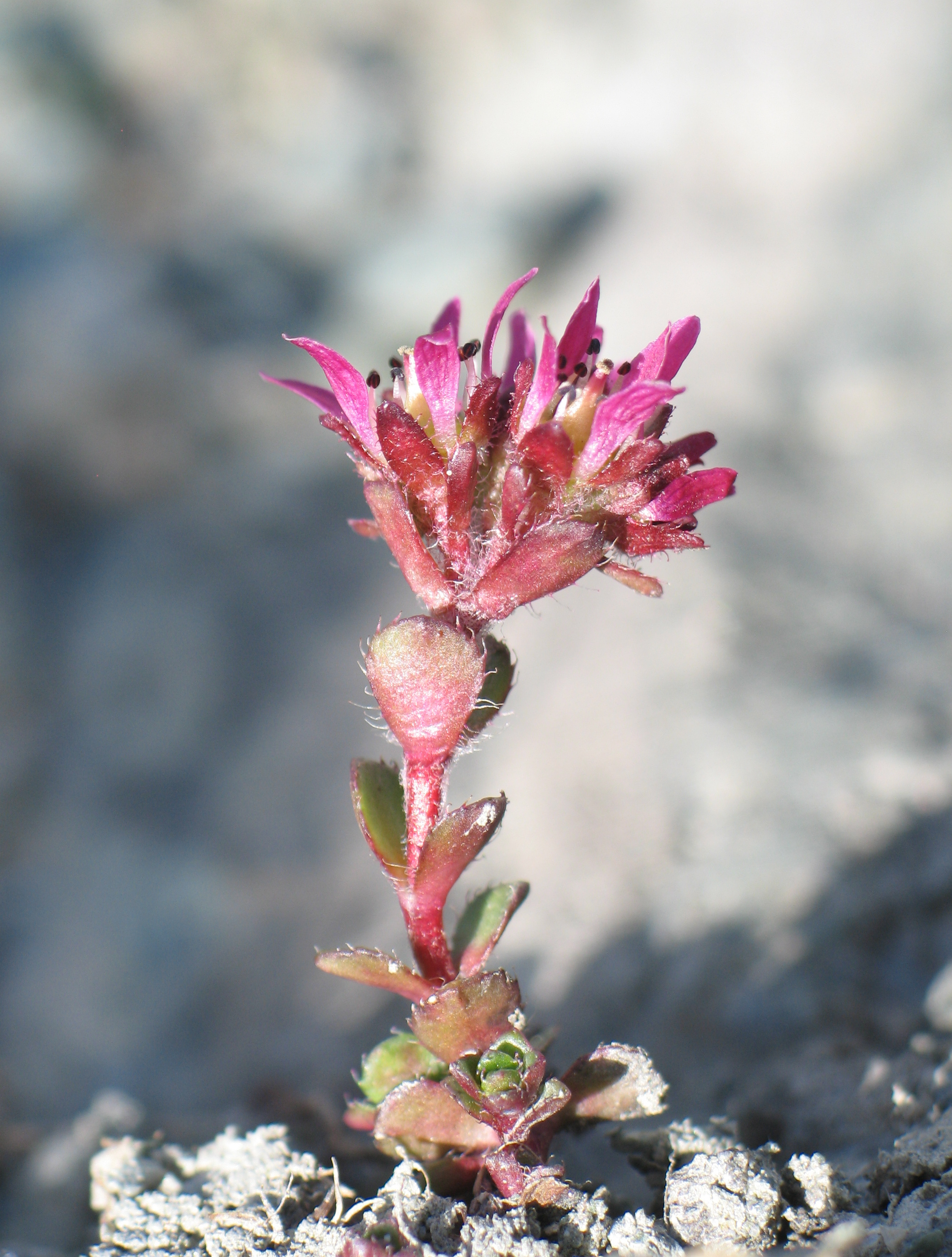
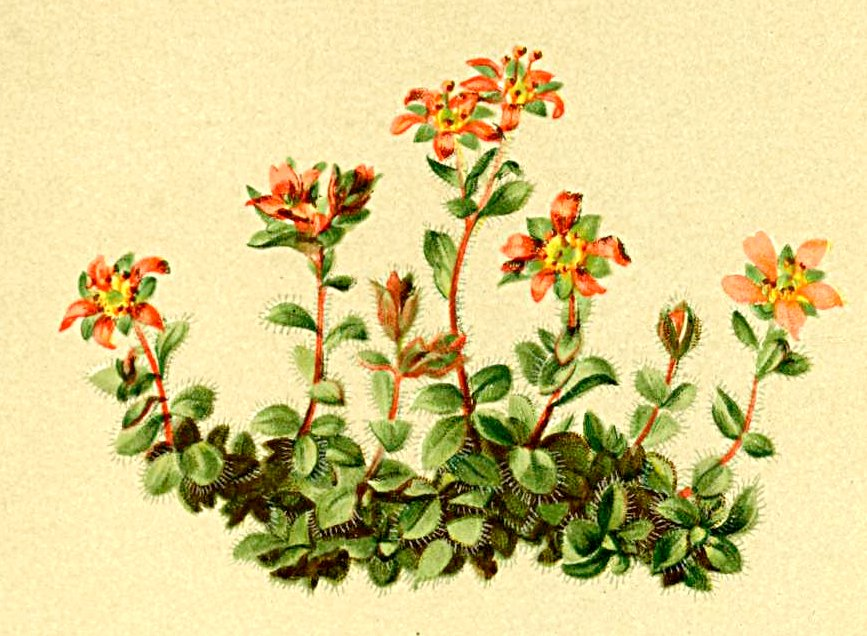